# Manfred Hüning
Manfred Hüning (* 13. November 1953 in Rhede) ist ein ehemaliger deutscher Leichtathlet, der sich auf den Hammerwurf spezialisiert hatte.

## Karriere
Manfred Hüning warf für LAZ Rhede.
Manfred Hüning gewann keinen deutschen Meistertitel. Seine besten Platzierungen erreichte er 1977 in Hamburg, 1978 in Köln und 1980 in Hannover, als er jeweils Zweiter hinter Karl-Hans Riehm wurde. Von 1973 bis 1983 erreichte er zehnmal eine Endkampfplatzierung bei den Deutschen Meisterschaften.
Hüning startete von 1973 bis 1981 bei 21 Meisterschaften und Länderkämpfen im Nationaltrikot. Bei den Europameisterschaften 1974 in Rom erreichte er den sechsten Platz, vier Jahre später bei den Europameisterschaften 1978 in Prag wurde er Fünfter. Hüning stand 1980 im bundesdeutschen Aufgebot für die Olympischen Spiele in Moskau, die dann aber von der deutschen Mannschaft boykottiert werden mussten.
Dreimal nahm Hüning an Universiaden teil. Er belegte den fünften Platz 1977 in Sofia und den vierten Platz 1981 in Bukarest. 1979 in Mexiko-Stadt gewann er die Silbermedaille mit sechs Zentimetern Rückstand auf seinen Landsmann Klaus Ploghaus, aber 14 Zentimeter vor dem Drittplatzierten Jurij Sjedych aus der Sowjetunion.
Seine Bestleistung von 79,16 Meter warf Hüning am 22. August 1979 in Dortmund.